# Barbara Low
Barbara Low (29 de julio de 1874 - 25 de diciembre de 1955) fue una de las primeras psicoanalistas británicas y una pionera de la teoría analítica en Inglaterra.

## Trayectoria
Low nació en Londres y su nombre real era  Alice Leonora. Fue la undécima y última hija de Therese (nacida Schacherl) y Maximillian Loewe, quienes se trasladaron a Gran Bretaña tras la participación de Loewe en el fallido levantamiento de 1848 en Hungría. De familia judía, sus hermanos, Sidney James Mark Low y Maurice Low, eran periodistas, lo mismo que su hermana Frances Helena Low.
Low asistió a la Frances Mary Buss School y se graduó en la University College London, antes de formarse como profesora en Maria Gray Training College. Más tarde se trasladó a Berlín para realizar un análisis con Hanns Sachs y se convirtió en miembro fundadora de la Sociedad Psicoanalítica Británica. Durante la Segunda Guerra Mundial Low permaneció activa en la institución, ayudando como bibliotecaria y fomentando  una participación más amplia del  público en la sociedad. Low dirigió el comité que dio la bienvenida a los analistas austriacos en 1938 y apoyó a Anna Freud y Edward Glover en las controvertidas discusiones que se produjeron en los tiempos de guerra.
En su libro de 1920 Psycho-Analysis. Una breve reseña de la teoría freudiana, Low introdujo el concepto del Principio de Nirvana en el psicoanálisis (en alemán: Nirwanaprinzip ) para indicar la tendencia del organismo a mantener los estímulos al mínimo. El término fue retomado inmediatamente por Freud  en Más allá del principio del placer .